# Elkano, lehen mundu bira
Elkano, lehen mundu bira (comercialitzada en castellà com Elcano y Magallanes, la primera vuelta al mundo) és una pel·lícula d'animació espanyola del 2019 dirigida per Ángel Alonso García amb guió de Garbiñe Losada i José Antonio Vitoria. Fou produïda per Dibulitoon Studio, Televisión Española i Euskal Telebista.

## Sinopsi
La pel·lícula està inspirada en l'aventura d'un viatge al món desconegut que va començar el 1519 a Sevilla, quan cinc naus van sortir amb 250 homes a bord, i que va acabar el 1523 quan només tornaren 18 a la vora de la mort, completant una aventura al voltant del món per tal de demostrar la seva rodonesa.
Els protagonistes d'aquella expedició, finançada pel Regne de Castella van ser el portuguès Fernando de Magallanes, comandant de l'expedició, i el basc Juan Sebastián Elcano, l'home que va aconseguir concloure la missió.

## Nominacions
Fou nominada a la millor pel·lícula d'animació als Medalles del Cercle d'Escriptors Cinematogràfics de 2019 i al Goya a la millor pel·lícula d'animació.